# Alternanthera bettzickiana
Alternanthera bettzickiana, também conhecida como "Tamanco de Nossa Senhora", "periquito" ou "periquitinho" é uma espécie de planta da família Amaranthaceae. É comumente usada como planta ornamental em lagos e jardins. Nativa da América do Sul, sua coloração avermelhada é semelhante em aparência com algumas variedades de Alternanthera dentata e Alternanthera brasiliana.

## Descrição
Alternanthera bettzickiana é uma erva ou subarbusto terrestre, ereto, com 0,1–0,5 m de altura. Apresenta ramos que podem desenvolver raízes secundárias nos nós, com indumento lanoso nos nós e ramos jovens, constituído por tricomas simples de 4–6 células e 0,5–1 mm de comprimento.
Suas folhas são sésseis ou curto-pecioladas (pecíolos até 0,3 cm de comprimento). Possui uma lâmina membranácea que pode ser elíptica, espatulada ou espatulada-oblada, de 0,8–3,5 cm de comprimento por 0,3–2 cm de largura. Sua base é atenuada, e o ápice agudo e mucronado. Possui Face adaxial e abaxial glabras ou com tricomas esparsos, concolores.
Inflorescências: Sésseis, capituliformes ou espiciformes, com 0,2–0,7 cm de comprimento, dispostas em um ou dois eixos florais por verticilo.
A floração ocorre principalmente no verão, com flores curto-pediceladas, brancas ou esbranquiçadas, de 3,2 a 4,1 mm de comprimento. O perigônio é constituído por 5 tépalas escariosas, 3–5-nérvias. Tépalas dorsais obladas (3–4 mm), pilosas; tépalas ventral e laterais glabras (3–3,8 mm). Androceu com 5 estames e pseudoestaminódios ligulados na altura das anteras; filetes unidos em tubo de 1–2,5 mm; anteras oblongas (0,5–1 mm). Ovário elipsoide (0,5–1 mm); estilete de 0,4–0,5 mm; estigma quadrangular ou capitado, papiloso ou vilosíssimo.
Fruto e semente: Pericarpo liso; semente sem projeções laterais.

## Cultivo
É popular em países como a Austrália, o Brasil e a China, sendo cultivada em quase todas as grandes cidades. Prosperando em pleno sol ou sombra parcial, a planta foi naturalizada no sudeste de Queensland, Austrália, onde cresce em florestas, mas também pode ser encontrada ao longo de estradas na floresta tropical. Destaca-se como elemento paisagístico em praças e jardins devido à beleza ornamental dos cultivares (folhas variegadas em verde, amarelo ou vermelho) e baixa exigência de manutenção.
A planta também é conhecida por ser uma planta alimentícia não convencional (PANC), que podem ajudar crianças anêmicas e no controle da menstruação.

## Galeria

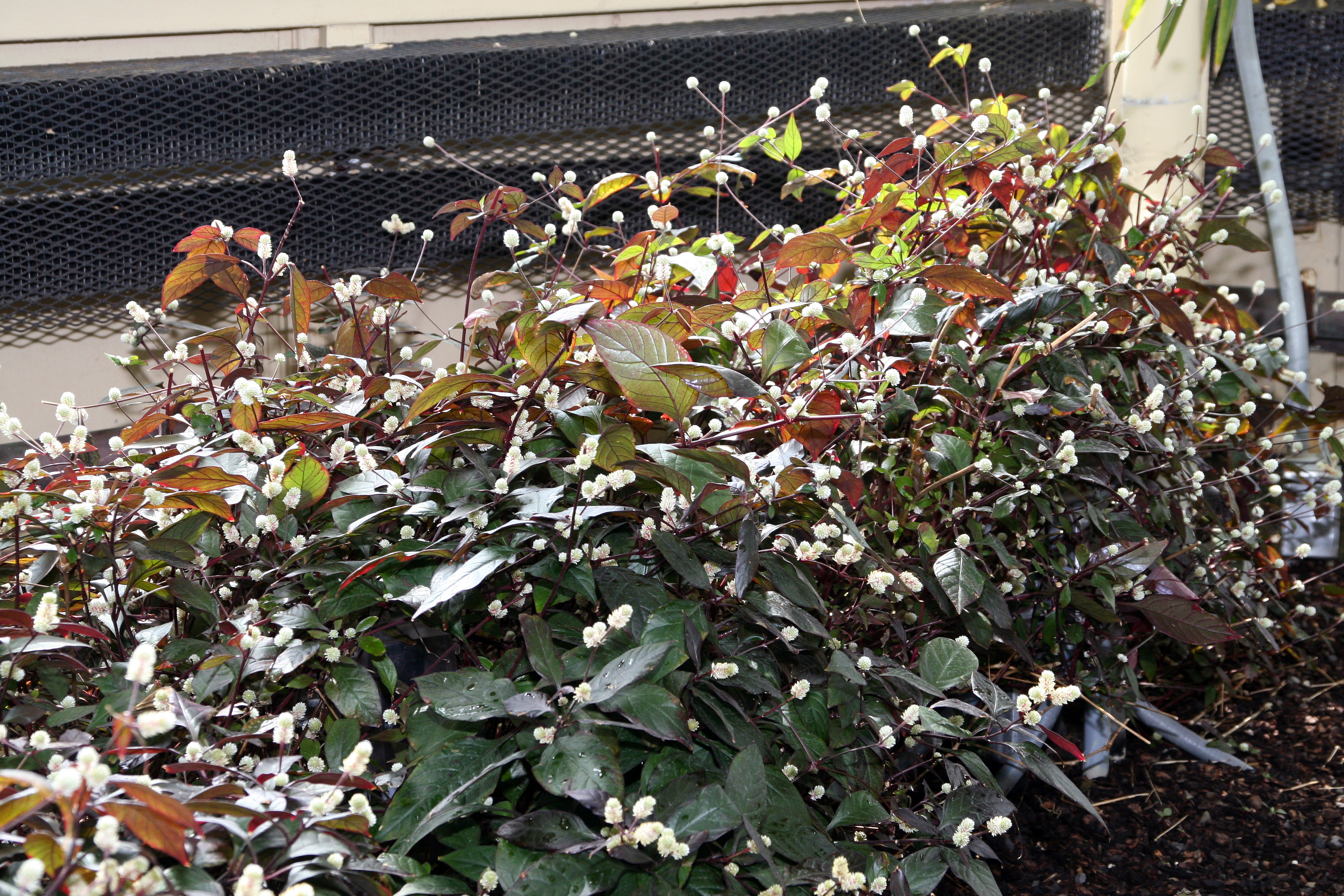
Arbusto
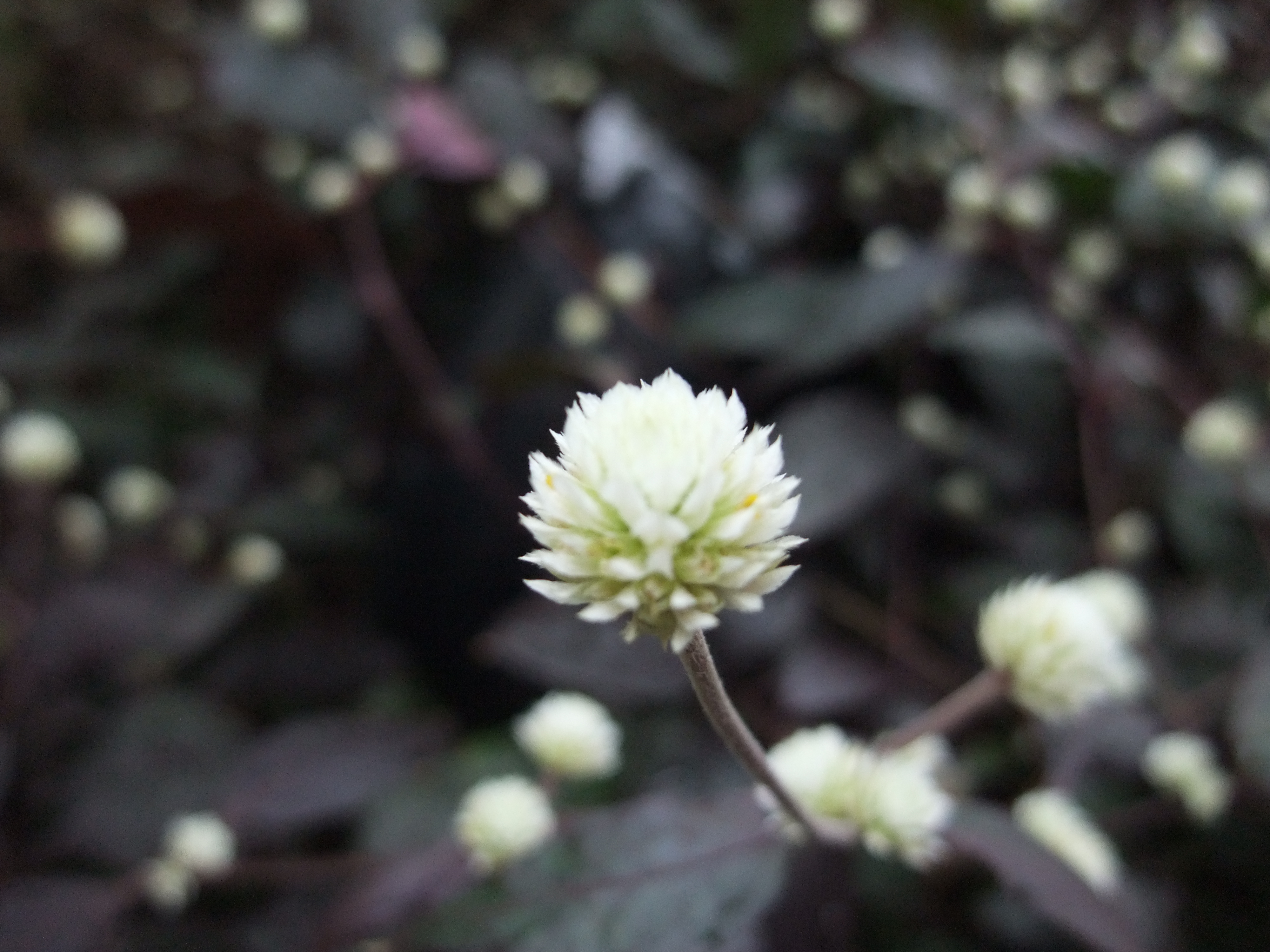
Flor
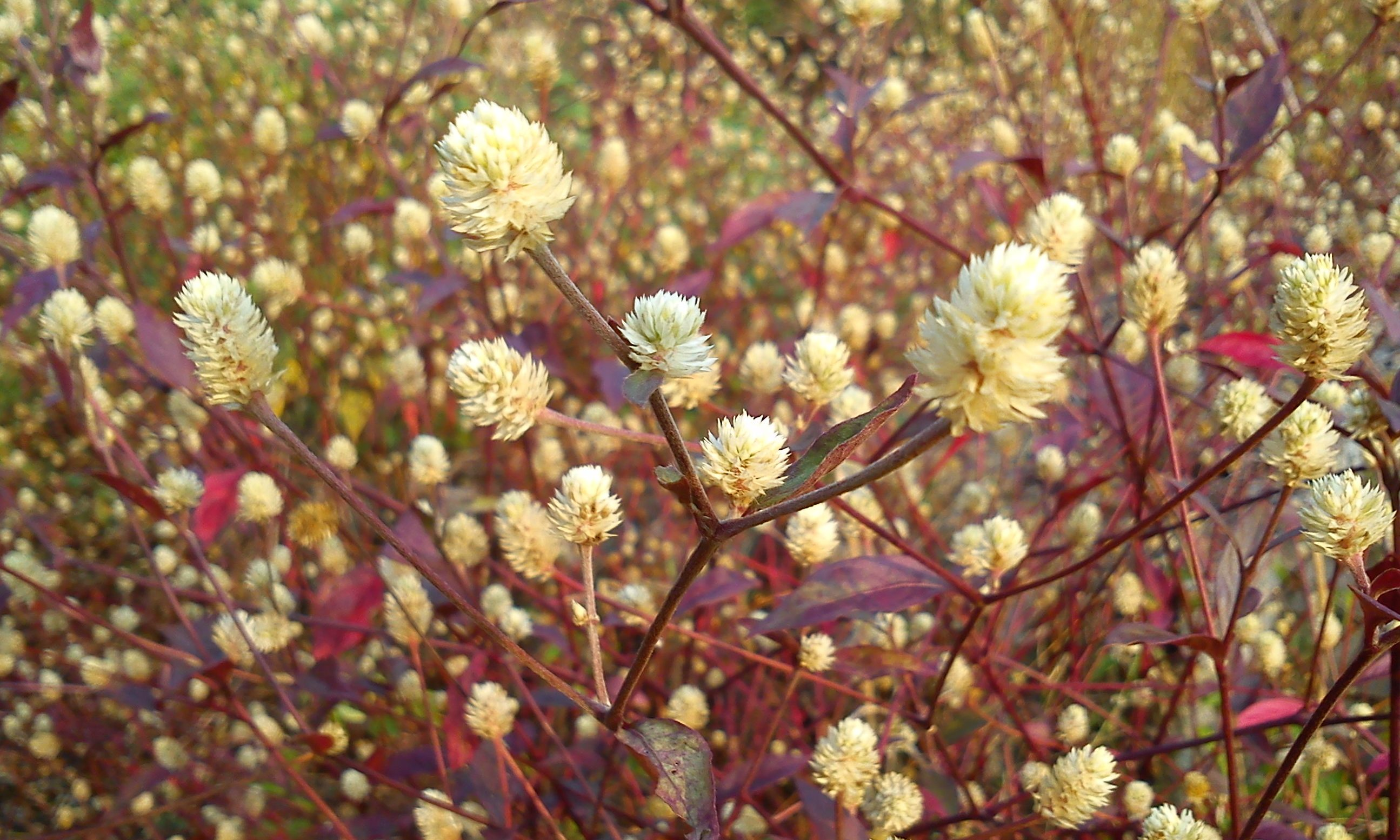
arbusto florido
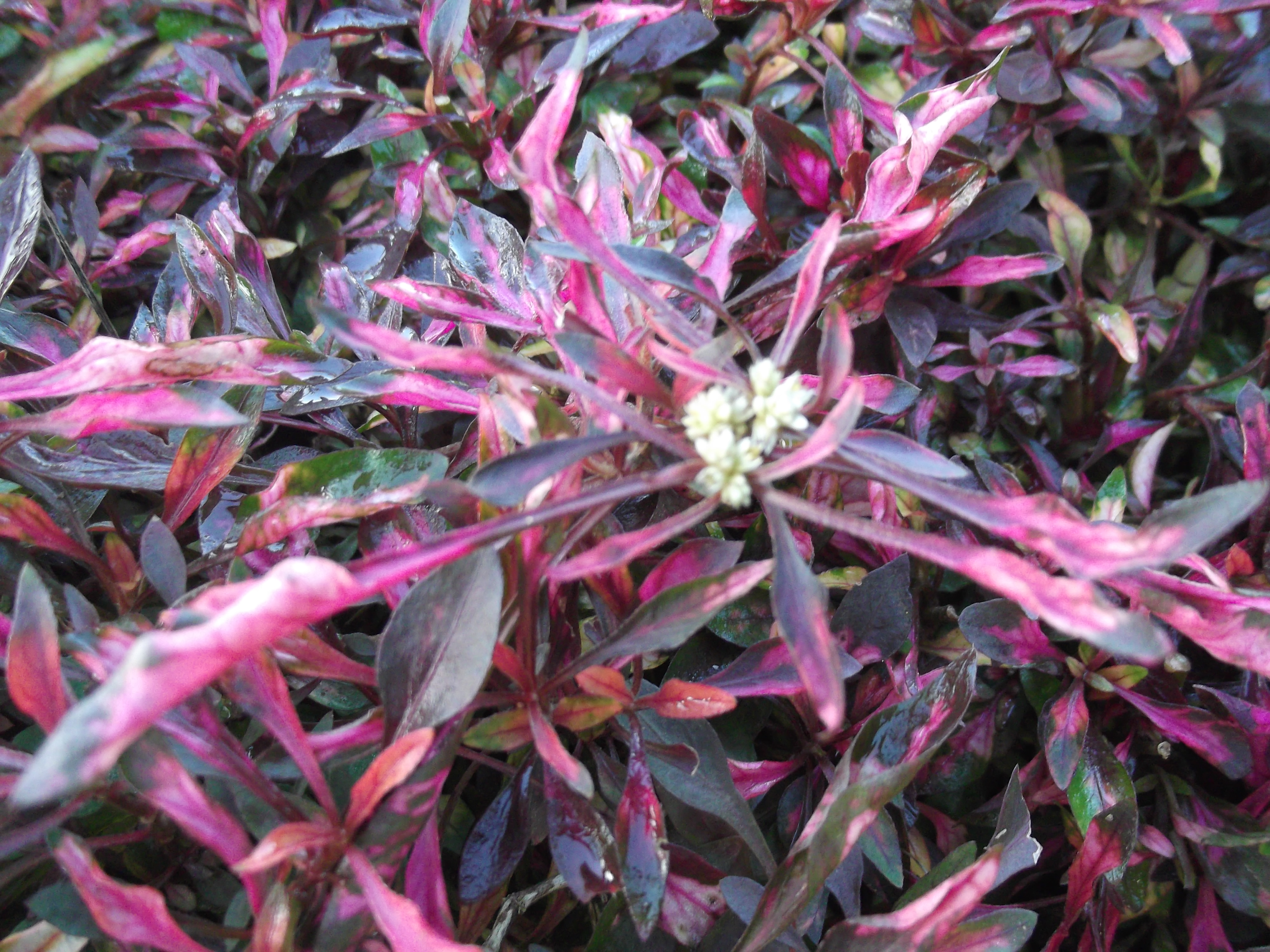
'Xavier Vermelho'
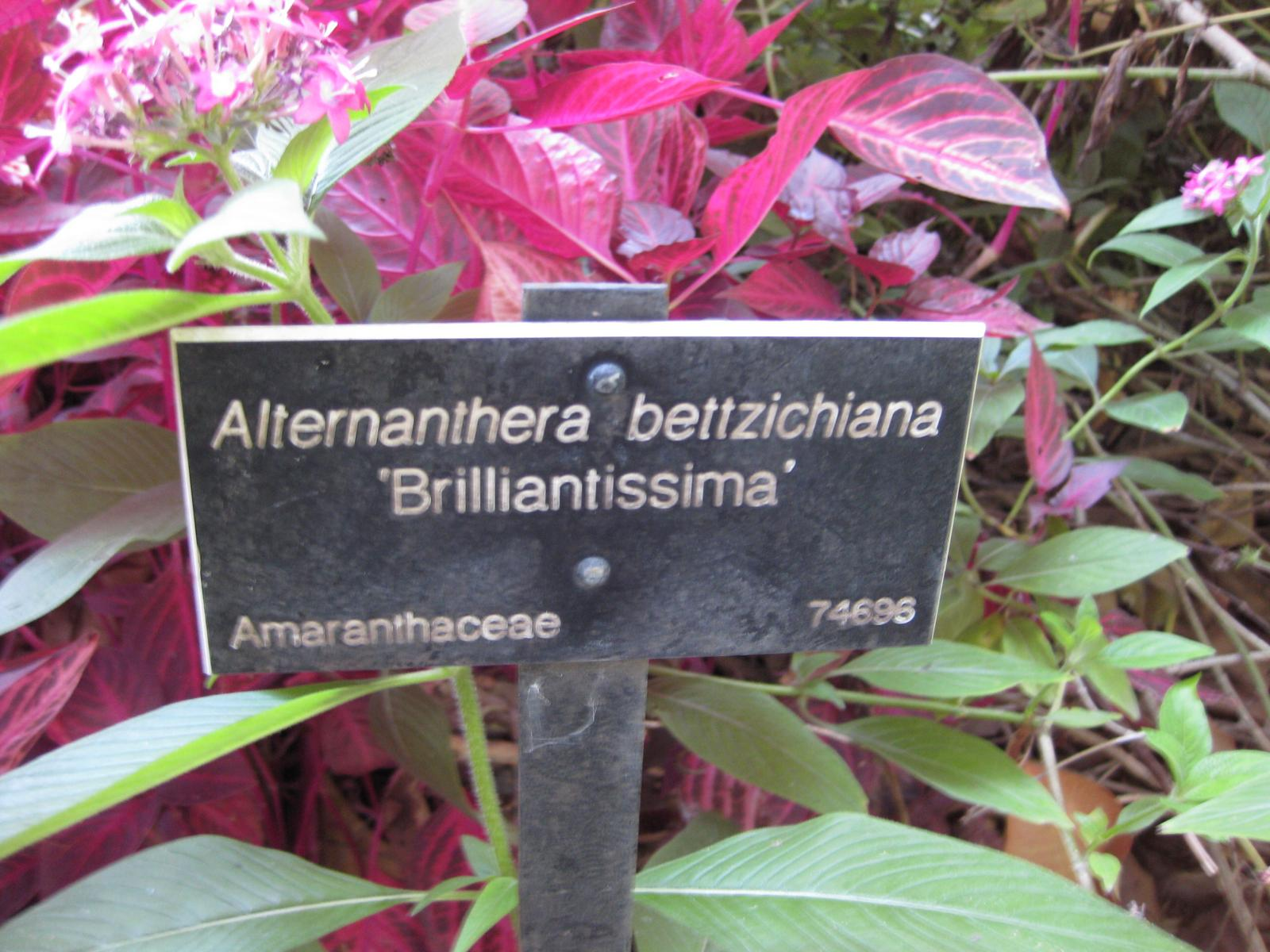
Alternathera bettzichiana
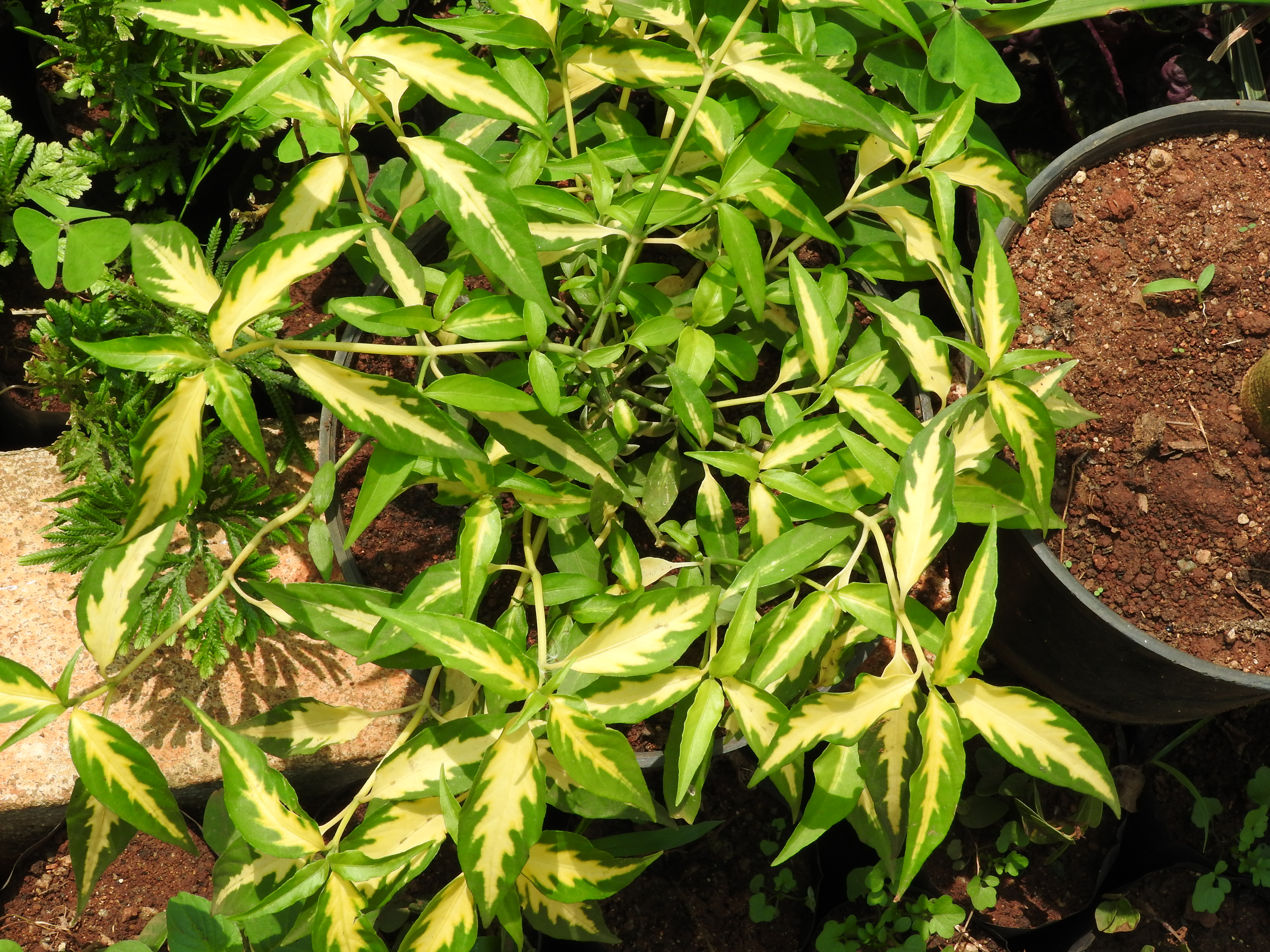
Folhas verde e amarelo
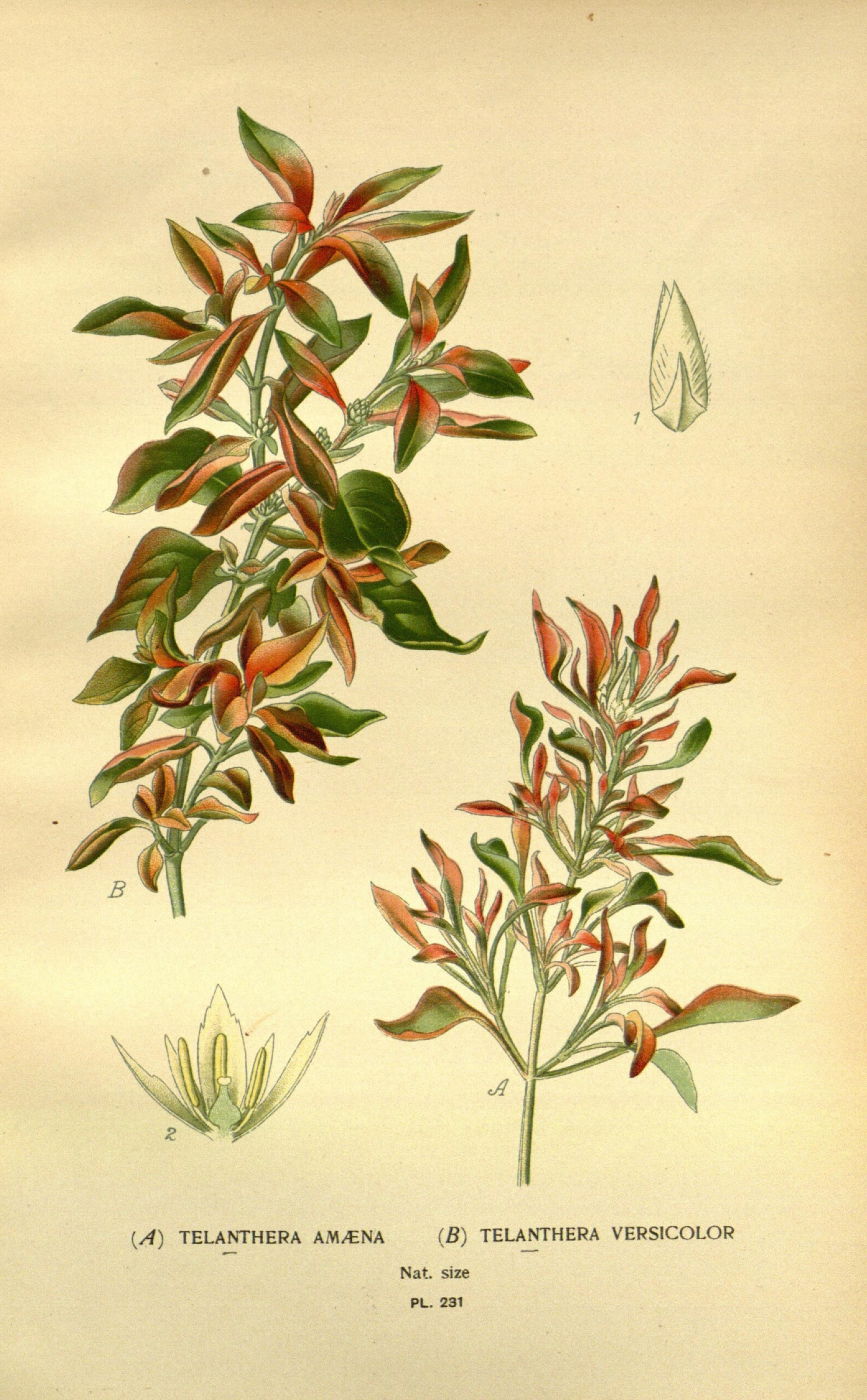
Ilustração botânica